# 上東部大區
上東部大區（英語：Upper East Region）是加納16個大區之一，位於該國東北部，首府博爾加坦加，下分10縣，北面是布基納法索，東臨多哥，南接北部地區，西面是西北地區，面積8,842平方公里，2010年人口1,046,545人。

## 外部連結
- . Statoids.
- GhanaDistricts.com
- /index.asp statsghana.gov.gh （页面存档备份，存于）

10°45′N 0°45′W / 10.750°N 0.750°W